# Bartel BM-2
Pour les articles homonymes, voir Bartel et BM2.
Le Bartel BM-2 est un avion biplan biplace d’entraînement de base polonais de l'entre-deux-guerres.

## Conception
Dessiné par Ryszard Bartel, responsable du bureau d’études de la firme Samolot de Poznań, pour répondre à un programme d’avion d’entraînement remontant à 1924. Désigné initialement Maryla 2, le prototype prit l’air le 7 décembre 1926 et fut exposé au premier salon aéronautique organisé à Varsovie en juin 1927. Les essais confirmèrent d’excellents résultats, mais cet appareil devait rester au stade de prototype, Ryszard Bartel ayant entre-temps entrepris la réalisation d’un appareil amélioré. Il fut donc abandonné après avoir réalisé 144 vols.
Ce biplan à ailes non décalées de grand allongement annonçait les productions Bartel suivantes, avec un plan supérieur plus court en envergure, les plans supérieurs et inférieurs étant interchangeables mais sans plan central au niveau de la cabane pour compenser la largeur du fuselage. Les éléments de construction étaient également standardisés au maximum (tubes de section identique, épaisseur des tôles identiques...) afin de faciliter la production et les réparations. De facture très classique, cet appareil construit en bois reposait sur un fuselage de section rectangulaire à revêtement en contreplaqué et une voilure bilongeron à revêtement entoilé. La totalité du bord de fuite était occupée par les ailerons. Aménagé pour deux hommes en tandem avec double-commande, le BM-2 reposait sur un train classique fixe et le moteur non caréné entraînait une hélice bipale en bois de 2,24 m de diamètre.